# Chinoscopus flavus
Chinoscopus flavus là một loài nhện trong họ Salticidae.
Loài này thuộc chi Chinoscopus. Chinoscopus flavus được Peckham, Peckham & Wheeler miêu tả năm 1889.